# Alhandra
Alhandra este un oraș în Paraíba (PB), Brazilia.